# San Antonio Zaragoza
San Antonio Zaragoza är en ort i Mexiko.   Den ligger i kommunen Santa María Zacatepec och delstaten Oaxaca, i den sydöstra delen av landet, 300 km söder om huvudstaden Mexico City. San Antonio Zaragoza ligger 321 meter över havet och antalet invånare är 290.
Terrängen runt San Antonio Zaragoza är kuperad västerut, men österut är den platt. Runt San Antonio Zaragoza är det ganska glesbefolkat, med 27 invånare per kvadratkilometer. Närmaste större samhälle är Santa María Zacatepec, 7,1 km sydost om San Antonio Zaragoza. Omgivningarna runt San Antonio Zaragoza är en mosaik av jordbruksmark och naturlig växtlighet.